# Zlot
Zlot (Servisch cyrillisch Злот) is een plaats in de Servische gemeente Bor. De plaats telt 3757 inwoners (2002).